# Anya Chalotra
Anya Chalotra (Wolverhampton, 1996. július 21. vagy 1996. június 17. –) indiai származású brit színésznő. 
Elsősorban a Vaják című televíziós sorozatból ismert, melyben 2019-től az egyik főszereplőt, Vengerbergi Yennefert alakítja.

## Filmográfia

### Film
- The Witcher: Sirens of the Deep (2025) – Vengerbergi Yennefer (hangja)

### Televízió
| Év    | Magyar cím                         | Eredeti cím          | Szerep                | Megjegyzések                                                |
| ----- | ---------------------------------- | -------------------- | --------------------- | ----------------------------------------------------------- |
| 2018  |                                    | Wanderlust           | Jennifer Ashman       | minisorozat főszereplő                                      |
| 2018  | Agatha Christie – ABC-gyilkosságok | The ABC Murders      | Lily Marbury          | - minisorozat (3 epizód) - magyar hangja: - Tamási Nikolett |
| 2019  |                                    | Sherwood             | Robin Loxley (hangja) | 10 epizód                                                   |
| 2019– | Vaják                              | The Witcher          | Vengerbergi Yennefer  | - főszereplő - magyar hangja: - Mentes Júlia                |
| 2020  |                                    | No Masks             | Dr. Anuja             | különkiadás (rövidfilm)                                     |
| 2024  | Az istenek alkonya                 | Twilight of the Gods | Sif (hangja)          | 3 epizód                                                    |